# دریاچه کاریمسکی
دریاچه کاریمسکی (انگلیسی: Karymsky Lake) یک دریاچه در سرزمین کامچاتکای کشور روسیه است.